# Szczęśliwy człowiek (film 1973)
Szczęśliwy człowiek – surrealistyczny film z roku 1973, będący częścią trylogii filmowej Lindsaya Andersona, na którą składały się też Jeżeli... oraz Szpital Britannia.

## Opis fabuły
Film przedstawia losy jednostki uwikłanej w ciąg przypadkowych i surrealistycznych wydarzeń. Podobnie jak w innych filmach trylogii jednostka staje wobec wielkich, bezdusznych korporacji, którym musi się podporządkować. Główny bohater, Mick Travis, będąc początkowo komiwojażerem sprzedającym kawę, jest osobą, która przyjmuje nowe wyzwania absurdalnego świata, próbując wczuć się w rolę człowieka sukcesu; przypomina bohaterów Franza Kafki.
Surrealistyczne wątki, jakie pojawiają się w filmie, to m.in. kobieta karmiąca Travisa piersią w kościele, sprzątaczka ustawiająca oficerów w schronie na terenie strefy zamkniętej, gdzie przypadkowo trafia główny bohater, czy człowiek w szpitalu z doszytą do ciała częścią zwierzęcia.
Do tytułu filmu nawiązuje ostatnia scena, gdy Travis, próbując zostać aktorem, przedstawia siebie w różnych rolach, jednakże dopiero wówczas, gdy zostaje uderzony przez rekrutującego aktorów reżysera, uśmiecha się, czym zdobywa jego sympatię.